# Shorttrack-Weltcup 2017/18
Der Shorttrack-Weltcup 2017/18 war eine von der Internationalen Eislaufunion (ISU) veranstaltete Wettkampfserie im Shorttrack. Er begann am 28. September 2017 in Budapest und endete am 19. November 2017 in Seoul.

## Ergebnisse

### Damen

#### Budapest
| Datum                           | Wettbewerb     | Sieger                                                    | Zweiter                                                                    | Dritter                                                                                 |
| 30. September 2017              | 1500 m         | Choi Min-jeong                                            | Kim Boutin                                                                 | Deanna Lockett                                                                          |
| 30. September 2017              | 500 m          | Choi Min-jeong                                            | Arianna Fontana                                                            | Shim Suk-hee                                                                            |
| 1. Oktober 2017                 | 1000 m         | Choi Min-jeong                                            | Kim Boutin                                                                 | Elise Christie                                                                          |
| 1. Oktober 2017                 | 3000 m Staffel | SüdkoreaShim Suk-hee Kim A-lang Choi Min-jeong Kim Ye-jin | KanadaValérie Maltais Marianne St-Gelais Kasandra Bradette Jamie MacDonald | RusslandTatjana Borodulina Sofja Proswirnowa Julija Schischkina Jekaterina Jefremenkowa |
| 28. September – 1. Oktober 2017 | Teamwertung    | Südkorea                                                  | Kanada                                                                     | Vereinigtes Königreich                                                                  |

#### Dordrecht
| Datum                | Wettbewerb     | Sieger                                                      | Zweiter                                                   | Dritter                                                                    |
| 7. Oktober 2017      | 1500 m         | Choi Min-jeong                                              | Valérie Maltais                                           | Shim Suk-hee                                                               |
| 7. Oktober 2017      | 500 m          | Marianne St-Gelais                                          | Kim Boutin                                                | Martina Valcepina                                                          |
| 8. Oktober 2017      | 1000 m         | Shim Suk-hee                                                | Suzanne Schulting                                         | Lee Yu-bin                                                                 |
| 8. Oktober 2017      | 3000 m Staffel | Volksrepublik ChinaHan Yutong Fan Kexin Zhou Yang Zang Yize | SüdkoreaKim Ye-jin Shim Suk-hee Choi Min-jeong Kim A-lang | KanadaValérie Maltais Marianne St-Gelais Jamie MacDonald Kasandra Bradette |
| 5. – 8. Oktober 2017 | Teamwertung    | Südkorea                                                    | Kanada                                                    | Niederlande                                                                |

#### Shanghai
| Datum                  | Wettbewerb     | Sieger                                                    | Zweiter                                                     | Dritter                                                               |
| 11. November 2017      | 1500 m         | Shim Suk-hee                                              | Choi Min-jeong                                              | Marianne St-Gelais                                                    |
| 11. November 2017      | 500 m          | Kim Boutin                                                | Arianna Fontana                                             | Sofja Proswirnowa                                                     |
| 12. November 2017      | 1000 m         | Kim Boutin                                                | Marianne St-Gelais                                          | Arianna Fontana                                                       |
| 12. November 2017      | 3000 m Staffel | SüdkoreaShim Suk-hee Kim Ye-jin Lee Yu-bin Choi Min-jeong | Volksrepublik ChinaFan Kexin Guo Yihan Zhou Yang Han Yutong | ItalienArianna Fontana Lucia Peretti Cecilia Maffei Martina Valcepina |
| 9. – 12. November 2017 | Teamwertung    | Kanada                                                    | Südkorea                                                    | Italien                                                               |

#### Seoul
| Datum                   | Wettbewerb     | Sieger                                                                         | Zweiter                                                                                 | Dritter                                                   |
| 18. November 2017       | 1500 m         | Choi Min-jeong                                                                 | Shim Suk-hee                                                                            | Kim Boutin                                                |
| 18. November 2017       | 500 m          | Elise Christie                                                                 | Choi Min-jeong                                                                          | Martina Valcepina                                         |
| 19. November 2017       | 1000 m         | Choi Min-jeong                                                                 | Kim Boutin                                                                              | Yara van Kerkhof                                          |
| 19. November 2017       | 3000 m Staffel | NiederlandeRianne de Vries Yara van Kerkhof Lara van Ruijven Suzanne Schulting | RusslandTatjana Borodulina Sofja Proswirnowa Jekaterina Jefremenkowa Julija Schischkina | SüdkoreaChoi Min-jeong Kim A-lang Shim Suk-hee Kim Ye-jin |
| 16. – 19. November 2017 | Teamwertung    | Südkorea                                                                       | Kanada                                                                                  | Niederlande                                               |

#### Weltcupstände
Endstand
| Rang | Name               | Punkte |
| ---- | ------------------ | ------ |
| 1    | Marianne St-Gelais | 20240  |
| 2    | Choi Min-jeong     | 20097  |
| 3    | Arianna Fontana    | 18621  |
| 4    | Kim Boutin         | 18000  |
| 5    | Martina Valcepina  | 17920  |
| 6    | Elise Christie     | 14194  |
| 7    | Fan Kexin          | 11469  |
| 8    | Maame Biney        | 8059   |
| 9    | Yara van Kerkhof   | 7872   |
| 10   | Sofja Proswirnowa  | 7302   |

| Rang | Name               | Punkte |
| ---- | ------------------ | ------ |
| 1    | Kim Boutin         | 26000  |
| 2    | Choi Min-jeong     | 20000  |
| 3    | Shim Suk-hee       | 16462  |
| 4    | Suzanne Schulting  | 14193  |
| 5    | Yara van Kerkhof   | 14141  |
| 6    | Lee Yu-bin         | 11520  |
| 7    | Elise Christie     | 10506  |
| 8    | Marianne St-Gelais | 10097  |
| 9    | Valérie Maltais    | 9870   |
| 10   | Arianna Fontana    | 7231   |

| Rang | Name               | Punkte |
| ---- | ------------------ | ------ |
| 1    | Choi Min-jeong     | 30000  |
| 2    | Shim Suk-hee       | 24400  |
| 3    | Kim Boutin         | 18496  |
| 4    | Valérie Maltais    | 17216  |
| 5    | Marianne St-Gelais | 11520  |
| 6    | Kim A-lang         | 8519   |
| 7    | Deanna Lockett     | 8429   |
| 8    | Han Yutong         | 7923   |
| 9    | Suzanne Schulting  | 7856   |
| 10   | Arianna Fontana    | 7576   |

| Rang | Team                | Punkte |
| ---- | ------------------- | ------ |
| 1    | Südkorea            | 28000  |
| 2    | Volksrepublik China | 23120  |
| 3    | Kanada              | 19520  |
| 4    | Russland            | 18496  |
| 5    | Niederlande         | 17741  |
| 6    | Italien             | 11774  |
| 7    | Japan               | 11018  |
| 8    | Ungarn              | 10650  |
| 9    | Frankreich          | 7116   |
| 10   | Deutschland         | 4781   |

### Herren

#### Budapest
| Datum                           | Wettbewerb     | Sieger                                                           | Zweiter                                                      | Dritter                                                               |
| 30. September 2017              | 1500 m         | Lim Hyo-jun                                                      | Hwang Dae-heon                                               | Sjinkie Knegt                                                         |
| 30. September 2017              | 500 m          | Sándor Liu Shaolin                                               | Lim Hyo-jun                                                  | Hwang Dae-heon                                                        |
| 1. Oktober 2017                 | 1000 m         | Lim Hyo-jun                                                      | Hwang Dae-heon                                               | Han Tianyu                                                            |
| 1. Oktober 2017                 | 5000 m Staffel | KanadaCharles Hamelin Charle Cournoyer Samuel Girard Pascal Dion | Volksrepublik ChinaWu Dajing Xu Hongzhi Han Tianyu Ren Ziwei | JapanRyōsuke Sakazume Keita Watanabe Hiroki Yokoyama Kazuki Yoshinaga |
| 28. September – 1. Oktober 2017 | Teamwertung    | Südkorea                                                         | Volksrepublik China                                          | Kanada                                                                |

#### Dordrecht
| Datum                | Wettbewerb     | Sieger                                                           | Zweiter                                                                 | Dritter                                                      |
| 7. Oktober 2017      | 1500 m         | Hwang Dae-heon                                                   | Sándor Liu Shaolin                                                      | Charles Hamelin                                              |
| 7. Oktober 2017      | 500 m          | Samuel Girard                                                    | Sjinkie Knegt                                                           | Hwang Dae-heon                                               |
| 8. Oktober 2017      | 1000 m         | Sjinkie Knegt                                                    | Samuel Girard                                                           | Seo Yi-ra                                                    |
| 8. Oktober 2017      | 5000 m Staffel | KanadaCharle Cournoyer Pascal Dion Samuel Girard Charles Hamelin | NiederlandeDaan Breeuwsma Sjinkie Knegt Itzhak de Laat Dylan Hoogerwerf | Volksrepublik ChinaRen Ziwei Wu Dajing Han Tianyu Xu Hongzhi |
| 5. – 8. Oktober 2017 | Teamwertung    | Kanada                                                           | Niederlande                                                             | Südkorea                                                     |

#### Shanghai
| Datum                  | Wettbewerb     | Sieger                                                                           | Zweiter                                                   | Dritter                                                          |
| 11. November 2017      | 1500 m         | Hwang Dae-heon                                                                   | Sjinkie Knegt                                             | Kim Do-kyoum                                                     |
| 11. November 2017      | 500 m          | Wu Dajing                                                                        | Seo Yi-ra                                                 | Kim Do-kyoum                                                     |
| 12. November 2017      | 1000 m         | Wu Dajing                                                                        | Sándor Liu Shaolin                                        | Shaoang Liu                                                      |
| 12. November 2017      | 5000 m Staffel | Vereinigte StaatenJ.R. Celski John-Henry Krueger Keith Carroll Thomas Insuk Hong | SüdkoreaKim Do-kyoum Seo Yi-ra Kwak Yoon-gy Park Se-yeong | KanadaCharle Cournoyer Pascal Dion Samuel Girard Charles Hamelin |
| 9. – 12. November 2017 | Teamwertung    | Südkorea                                                                         | Volksrepublik China                                       | Ungarn                                                           |

#### Seoul
| Datum                   | Wettbewerb     | Sieger                                                  | Zweiter                                                             | Dritter                                                                          |
| 18. November 2017       | 1500 m         | Charles Hamelin                                         | Hwang Dae-heon                                                      | J.R. Celski                                                                      |
| 18. November 2017       | 500 m          | Wu Dajing                                               | Sándor Liu Shaolin                                                  | Shaoang Liu                                                                      |
| 19. November 2017       | 1000 m         | Sándor Liu Shaolin                                      | Hwang Dae-heon                                                      | Samuel Girard                                                                    |
| 19. November 2017       | 5000 m Staffel | SüdkoreaLim Hyo-jun Kim Do-kyoum Seo Yi-ra Kwak Yoon-gy | NiederlandeSjinkie Knegt Daan Breeuwsma Mark Prinsen Itzhak de Laat | Vereinigte StaatenThomas Insuk Hong J.R. Celski John-Henry Krueger Keith Carroll |
| 16. – 19. November 2017 | Teamwertung    | Südkorea                                                | Volksrepublik China                                                 | Ungarn                                                                           |

#### Weltcupstände
Endstand
| Rang | Name               | Punkte |
| ---- | ------------------ | ------ |
| 1    | Wu Dajing          | 25120  |
| 2    | Sándor Liu Shaolin | 22096  |
| 3    | Samuel Girard      | 16717  |
| 4    | Hwang Dae-heon     | 14897  |
| 5    | Shaoang Liu        | 11700  |
| 6    | Seo Yi-ra          | 11290  |
| 7    | Lim Hyo-jun        | 11277  |
| 8    | Kim Do-kyoum       | 10721  |
| 9    | Sjinkie Knegt      | 9770   |
| 10   | Dylan Hoogerwerf   | 7628   |

| Rang | Name               | Punkte |
| ---- | ------------------ | ------ |
| 1    | Sándor Liu Shaolin | 19342  |
| 2    | Hwang Dae-heon     | 18621  |
| 3    | Wu Dajing          | 18397  |
| 4    | Sjinkie Knegt      | 15438  |
| 5    | Samuel Girard      | 14681  |
| 6    | Lim Hyo-jun        | 10180  |
| 7    | Shaoang Liu        | 9792   |
| 8    | Han Tianyu         | 8429   |
| 9    | Charles Hamelin    | 7871   |
| 10   | Seo Yi-ra          | 7533   |

| Rang | Name               | Punkte |
| ---- | ------------------ | ------ |
| 1    | Hwang Dae-heon     | 28000  |
| 2    | Sjinkie Knegt      | 18496  |
| 3    | Charles Hamelin    | 16580  |
| 4    | Lim Hyo-jun        | 12621  |
| 5    | Shaoang Liu        | 11674  |
| 6    | Sándor Liu Shaolin | 11480  |
| 7    | Seo Yi-ra          | 10592  |
| 8    | Samuel Girard      | 10075  |
| 9    | J.R. Celski        | 8849   |
| 10   | Thibaut Fauconnet  | 7995   |

| Rang | Team                | Punkte |
| ---- | ------------------- | ------ |
| 1    | Kanada              | 26400  |
| 2    | Südkorea            | 23120  |
| 3    | Vereinigte Staaten  | 19677  |
| 4    | Volksrepublik China | 19520  |
| 5    | Niederlande         | 17678  |
| 6    | Japan               | 14797  |
| 7    | Russland            | 13512  |
| 8    | Ungarn              | 9470   |
| 9    | Kasachstan          | 7791   |
| 10   | Belgien             | 6316   |